# Krajnik
Krajnik [ˈkrai̯nik] (German Buddenbrook)  là một ngôi làng thuộc khu hành chính của Gmina Gryfino, thuộc hạt Gryfino, West Pomeranian Voivodeship, ở phía tây bắc Ba Lan, gần biên giới Đức. Nó nằm khoảng 6 kilômét (4 mi) phía nam Gryfino và 26 km (16 mi) phía nam thủ đô khu vực Szczecin.